# اختبار امتصاص ضد اللولبيات التألقي

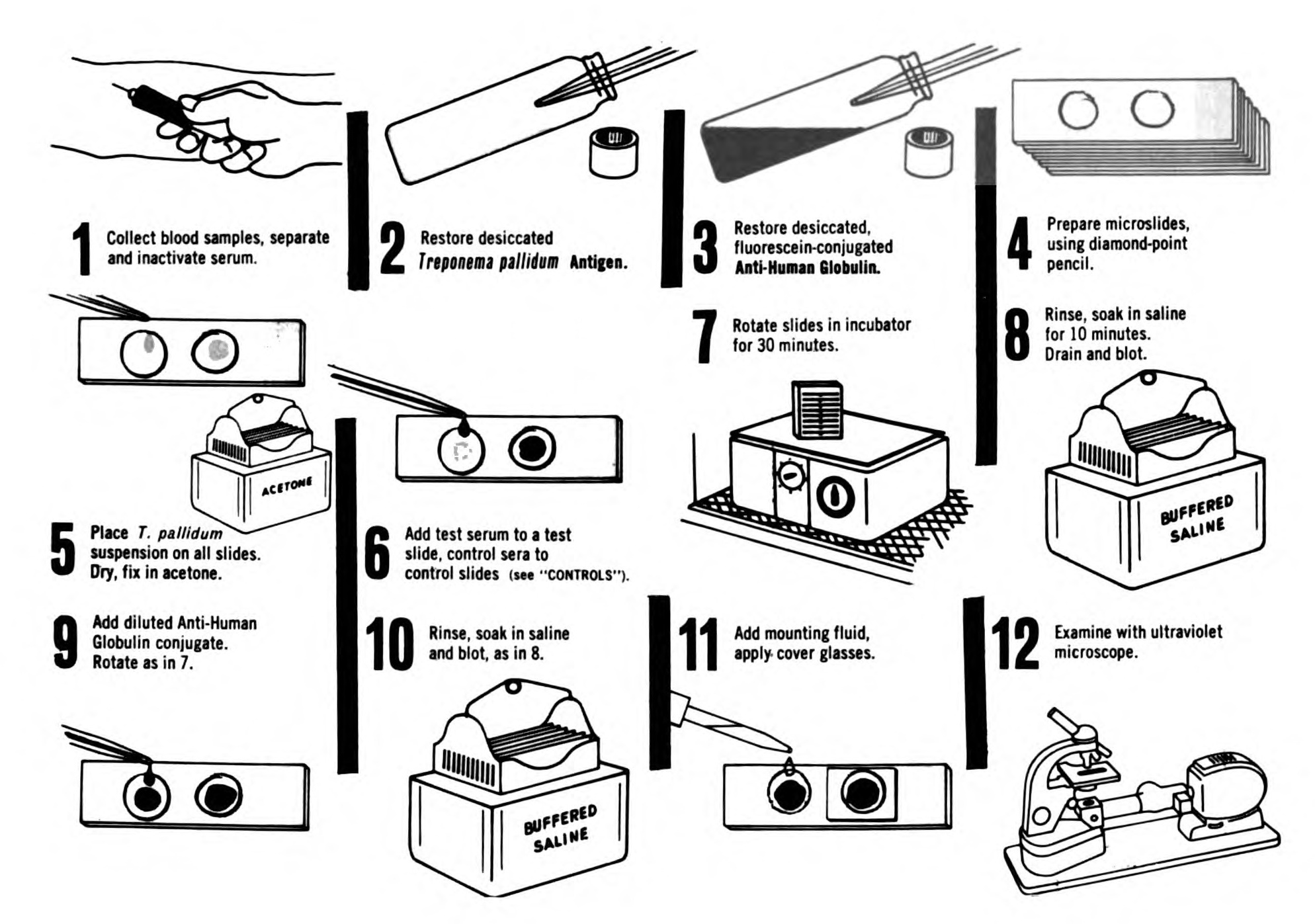

اختبار امتصاص ضد اللولبيات التألقي (بالإنجليزية: Fluorescent treponemal antibody absorption test)‏ ويُعرف اختصارًا FTA-ABS، هو اختبار لمرض الزهري. يستخدم هذا الاختبار الأجسام المضادة المُخصصة لأنواع اللولبية الشاحبة، ويكون الاختبار مخصصًا للولبية الشاحبة بعكس بعض الاختبارات الأخرى.
بالإضافة لذلك فإنَّ هذا الاختبار يُعطي نتيجة إيجابية بشكل مبكر ولفترةٍ طويلة (أطول من اختبار مختبر بحوث الأمراض المنقولة جنسيا).اللولبيات الأخرى، مثل بيرتنيو بإمكانها أن تعطي نتيجة إيجابية أيضًا.
هذه الأجسام المضادة يجب أن تتبع باختبار لتأكيد نتيجة RPR الإيجابية أو VDRL الإيجابية لاختبار مرض الزهري. عملية الامتصاص تسمح بإزالة الأجسام المضادة غير المتخصصة بالسبايروكيت في مصل المريض.

## طريقة العمل
المستضد لهذه الأجسام المضادة يكون عبارة عن البكتريا باكملها. البكتيريا لايمكن ان تزرع في أوسط الزراعة في المختبر.إذا، الكائنات المستخدمة تكون محفوظة في محلول عالق للولبية الشاحبة مستخرجة من انسجة خصية الارنب. هذه المستضدات تفرد وتثبت على شريحة. مصل المريض يتم خلطه مع مادة تساعد على التصاق الأجسام المضادة للا زالة الأجسام المضادة الغير مخصصة للولبية الشاحبة. بعد ذلك، يتم إضافة إلى الشريحة ; إذا المريض كان مريضاً، الاجستم المضادة سوف ترتبط بالبكتيريا. حامل للتألق يكون مرتبط بجسم مضاد للجسم المضاد الخاص بالولبية(FITC) وأيضاً حامل اخر للتألق يكون مضادً يكون مرتبط بجسم مضاد للجسم المضاد الخاص بالإنسان (TRITC) ويضاف كاجسام مضادة لاحقة.موقع السبايروكيت يحدد باستخدام صبغه (FITC) و(TRITC) تستخدم لمعرفة إذا كان المريض لدية اجسام مضادة للولبية (يرتبط في نفس السبايروكيت).

## الاستخدام
هذا الاختبار لا يكون مفيداً لمتابعة العلاج، بسبب انه لن يضاءل مع العلاج الناجح للمرض، وسوف يستمر ليكون ايجابياً طوال فترة حياة المريض بعد تعرضة الأول للإصابة.